# ATS-31 통영
ATS-31 통영(統營)은 대한민국 해군의 통영급 구난함중 하나이다. 한국 최초의 국산 수상함 구난함이다. 2010년 천안함 사건을 계기로 국산 수상함 구난함을 건조하였다. 2013년 10월에 전력화를 목표로 하였으나, 방위사업 비리로 인한 성능 미달로 인수가 지연되었다. ATS-31 통영에 이어 ATS-32 광양은 대한민국 해군의 통영급 구난함 중 2015년 두번째로 건조되는 동급 함이다.

## 역사
한국 해군은 미국 해군이 사용하던 배수량 2400톤급 구난함인 평택함과 광양함을 1996년 중고로 수입해 사용했다. 2010년 천안함 사건으로 국산 구난함을 건조하기로 하였다.
2010년 10월 방위사업청과 대우조선해양이 건조 계약을 체결 후 1년 11개월간 끝에 2012년 9 월 4일 오전 거제 대우조선해양 옥포조선소에서 통영함이 진수되었다. 배수량 3500톤이며, 가격은 1,199억 5천만원이다.

## 특징
- 총 톤수 : 3500t급
- 전장 : 107.5m
- 전폭 : 16.8m
- 최대 속력 : 21노트(시속 약 39km) 광양함이 이틀 걸리던 거리를 하루만에 도착할 수 있다.
- 감압 챔버 : 잠수요원(SSU)이 수심 90m에서 구조 임무수행을 할 수 있도록 최대 8명(군의관 포함)까지 수용이 가능한 감압 챔버 2개,
- 중형 헬기 이ㆍ착륙할 수 있는 비행갑판
- 함수와 함미에 자동함위 유지장치(트러스트, 프로펠러) 장착으로 360도 제자리 회전 가능
- ROV 탑재 - 구 평택급에는 없던 ROV를 탑재했다. 광양함에도 동일한 기종인 실링 로보틱스 HD ROV를 탑재하기로 결정했다. 통영함의 ROV는 인간이 견딜 수 없는 심해인 해저 3km까지 작전이 가능하며 로봇팔 2개, 카메라 9대, 절단기 등이 장착돼 있다. 무게는 3.5t, 속도는 최대 3노트, 인양력은 250㎏ 가량이다.
- 90 m 잠수부 지원장비 - 공기호스를 통해 90 m 수중에서 잠수부가 장시간 구난 작전을 할 수 있다.
- 크레인 - 배수량 570톤 윤영하급 고속함을 크레인으로 들어 올릴 수 있다.
- 예인 - 독도함을 예인할 수 있다.
- 소나(음파탐지기) : 방위산업 비리로 인해 어군탐지기가 장착되었다.[3]

## 주요작전 성과
- 2016년2월7일 : 북한 장거리로켓 발사 당일 제주 서남방 90마일 해상에서 페어링 추정 물체를 발견 수거

- 2016년2월8일 : 전북 군산 어청도 서남방 75마일 지점에서 수심 약 80m 해저에서 역시 북한 장거리로켓 1, 2단 추진체 연결부 추정 잔해물을 수거했으며, 이 작전에서 구조함 통영함의 소나로 잔해물 위치를 식별하고, 최조로 ROV를 투입해 북한 로켓 잔해물을 인양하였다.

- 2016년2월9일 : 기뢰탐색함인 김포함이 소나를 활용해 역시 전북 군산 어청도 서남방 65마일 지점, 수심 약 80m 해저에서 잔해물을 식별후 기상악화가 예보되자 10~11일 해군 심해잠수사와 ROV를 투입하여 로켓 추진체 연소가스 분사구 추정 잔해물 3개를 추가 인양했다. 당시 로켓 잔해물 탐색은 1차적으로 해군의 이지스함 레이다로 로켓의 궤적과 낙하 위치를 파악한 뒤 구조함 등을 투입해 소나로 탐색하고 ROV로 수거하는 방식으로 진행됐다.

- 2016년9월26일 21시경 동해상에서 북한 도발에 대비한 첫 한미연합 해군 훈련에 투입 훈련도중 추락한 해군의 링스헬기 동체와 탑승자 3명의 시신을 해군 구조함 통영함이 탐색작전 시작 이틀만에 헬기 동체와 희생자 시신 모두 해저 1030m 지점에서 발견하여 인양하는데 성공하였다. 해저 1030m 지점은 인간의 능력으로는 잠수 및 구조작업이 불가능한 영역이지만 먼저 통영함에 탑재된 소나를 이용해 해역을 탐지하고, 탐지된 해저 근처로 수중무인탐사기(ROV)가 있었기에 접근하여 탑재된 광학카메라로 해저 상황을 보면서 인양에 주도적인 역할을 했다.[4]

## 사 건

### 세월호사고시 투입논의 관련
2010년 천안함 사건 직후 한국은 250억원을 들여 실링 로보틱스 HD ROV 3대를 구입했다.
2014년 4월 16일 침몰한 세월호 사고에서, 통영함의 투입이 논의되었다. 아직 대우조선해양에서 성능시험중으로 해군에 인도되지도 않았을뿐더러 취역식도하지 않은, 즉 해군의 장비가 아직 아닌 미취역 상태여서, 해군은 투입을 부정적으로 보았다.

### 통영함 건조 납품 관련
선체고정음파탐지기(소나)와 수중무인탐사기의 초음파카메라가 성능 미달이라는 점이 밝혀졌다. 방위산업비리합동수사단은 해당 사업을 맡은 회사가 허위로 서류를 변조하여 방위사업청 소속의 현역 장교에게 제출하면서 뇌물을 주었던 사실이 밝혀져 구속되었다. 그러나 해군은 통영함을 해당 장비를 제외한 상태로 2015년 4월에 실전배치하기로 하고 2014년 12월 30일에 해군에 인도되었다. 그러나 이후 대법원의 최종판결은 통영함 비리에 연루된 주요 해군 출신 인사들에 대해 모두 무죄를 선고했으며, 결국 검찰이 방산비리와 관련해 무리한 수사를 벌인 결과가 아니냐는 여론도 있다.

### 군기 문란
2016년 4월에 당직근무중이던 미혼남녀 부사관이 함내 후미진 격실에서 있어서는 안될 부적절한 행위가 적발되어 품위유지 위반으로 감봉처분이 내려졌다.